# AirQuarius Aviation
AirQuarius Aviation — южноафриканская чартерная авиакомпания со штаб-квартирой в городе Йоханнесбург, ЮАР, выполняющая нерегулярные пассажирские перевозки по аэропортам страны и в страны Ближнего Востока, а также предоставляющая услуги по лизингу собственных воздушных судов.
Главным транзитным узлом (хабом) авиакомпании является йоханнесбургский Аэропорт Лансерия, в качестве вторичного концентратора выступает Международный аэропорт Кейптаун.

## История
Авиакомпания AirQuarius Aviation была основана в 1999 году и спустя несколько месяцев начала операционную деятельность на чартерных пассажирских перевозках внутри страны. По состоянию на начало 2010 года штат перевозчика состоит из 120 сотрудников. Компания полностью принадлежит бизнесмену Гэвину Брэнсону.

## Флот
В конце ноября 2009 года воздушный флот авиакомпании AirQuarius Aviation составляли следующие самолёты:
- 1 Boeing 737-200 (работает под флагом авиакомпании Air Namibia)[3]
- 5 Fokker F28 Mk4000 (один самолёт работает под флагом авиакомпании SkyLink Arabia)